# Гезах
Гезах (рос. Гезах) — село у Ітум-Калінському районі Чечні Російської Федерації.
Населення становить 9 осіб. Входить до складу муніципального утворення Баулойське сільське поселення.

## Історія
Згідно із законом від 14 липня 2008 року органом місцевого самоврядування є Баулойське сільське поселення.

## Населення
| 2010 |
| ---- |
| 9    |